# 北京城建投資
北京城建投资发展股份有限公司（简称：“北京城建”，上交所：600266），由北京城建集团有限责任公司于1998年向社会公开发行A股募集成立的，总部位于中国北京，是以房地产为主业的大型专业品牌地产商，房地产开发一级资质。
北京城建投资发展公司总股本7.41亿股，总资产150.58亿元人民币，净资产47.99亿人民币。現任董事长徐贱云。